# 流坪站
流坪站是位于湖南靖州苗族侗族自治县渠阳镇流坪村的一个铁路车站，有焦柳铁路经过该站。车站建于1978年。目前车站隶属广铁集团怀化车务段，不办理货运业务，仅办理列车到发、会让业务，客运每日有怀化至塘豹的慢车停靠，是五等站。